# Be as one (melody.のアルバム)
『Be as one』（ビー・アズ・ワン）は、melody.の2作目のアルバム。2006年4月12日に発売。

## 解説
- 1stアルバム『Sincerely』から2年3ヶ月ぶりとなるフルアルバム。
- アルバムタイトルの「Be as one」は、直訳すると「ひとつになる」。タイトルには、自身がこれまで大切に育んできた“歌”という自分にとってのかけがえの財産をひとつひとつ集め、形（アルバム）にしたという意味が込められている。
- 期間限定生産盤はDVD付き2枚組。
- 通常盤はCDのみで、期間限定生産盤とは別ジャケットを使用し、三方背ケース仕様となっている。
- 4thシングル「Believe me」は未収録となっている。

## 収録曲

### CD
1. Be as one
2. see you...
  - ☆Taku Takahashiプロデュースによる7thシングル。テーマは「絆」。
3. De ja vu
  - クラブ・ミュージック系ナンバー。
4. realize
  - 6thシングル。TBS系金曜ドラマ「ドラゴン桜」主題歌。
5. Close Your Eyes（English Version）
  - 7thシングルのカップリング曲の英語バージョン。彼女の妹のことを歌詞に書いている。
6. Promises
7. Dear Love
  - melody.の実妹KURIS作詞、作曲による楽曲。
8. Take a Chance
  - 6thシングル。NECインターネットプロバイダー「BIGLOBEネットスパイス」CMソング。
9. Next to You
  - 5thシングル。「Alpen」CMソング。
10. Stay with me
11. Gift of Love
12. miss you（nagareboshi REMIX）
  - Bonus Track。「m-flo loves melody. & 山本領平」名義で出したシングルを、原田卓也とのコラボレーションでリミックス。

### DVD
1. Next to You（PV）
2. Next to You（TV-CM）
3. realize（PV）
4. realize（TV-CM）
5. see you...（PV）
6. see you...（TV-CM）
7. see you...（Making）